# Čambarelići
Čambarelići – wieś w Chorwacji, w żupanii istryjskiej, w gminie Kršan. W 2011 roku liczyła 154 mieszkańców.